# Brentwood (Califórnia)
Brentwood é uma cidade localizada no estado americano da Califórnia, no Condado de Contra Costa. Foi incorporada em 21 de janeiro de 1948.

## Geografia
De acordo com o United States Census Bureau, a cidade tem uma área de 38,33 km², onde 38,31 km² estão cobertos por terra e 0,05 km² por água.

### Localidades na vizinhança
O diagrama seguinte representa as localidades num raio de 16 km ao redor de Brentwood. 

## Demografia

### Censo 2010
Segundo o censo nacional de 2010, a sua população é de 51 481 habitantes e sua densidade populacional é de 1 343,94 hab/km². Possui 17 523 residências, que resulta em uma densidade de 457,45 residências/km².

### Censo 2000
De acordo com o censo nacional de 2000, a densidade populacional era de 772,9/km² (2001,2/mi²) entre os 23.302 habitantes, distribuídos da seguinte forma:
- 73,82% caucasianos
- 2,48% afro-americanos
- 0,61% nativo americanos
- 2,86% asiáticos
- 0,31% nativos de ilhas do Pacífico
- 14,54% outros
- 5,38% mestiços
- 28,17% latinos

Existiam 6125 famílias na cidade, e a quantidade média de pessoas por residência era de 3,10 pessoas.